# Carmelo Galati
Carmelo Galati (Palermo, 19 settembre 1975) è un attore italiano.

## Carriera
Ha seguito il corso di regia documentario diretto da Frederick Wiseman e ha studiato recitazione con il regista Carlo Cecchi. Diplomato alla Scuola di recitazione del Teatro Biondo - Stabile di Palermo. Fra i vari ruoli interpretati spicca quello di Placido Rizzotto nella serie tv Il capo dei capi. 
Attivo nel cinema, in televisione e a teatro, nella fiction su Aldo Moro all'interno del programma "M" di Michele Santoro, ha interpretato il giornalista Mino Pecorelli.

## Filmografia parziale

### Cinema
- Perduto amor, regia di Franco Battiato (2003)
- Sara May, regia di Marianna Sciveres (2004)
- Miracolo a Palermo!, regia di Beppe Cino (2005)
- Il regista di matrimoni, regia di Marco Bellocchio (2006)
- La verità dell'attimo, registi vari (2006)
- Gli eroi di Podrute, regia di Mauro Curreri (2006)
- Il pugile e la ballerina regia di Francesco Suriano (2007)
- La siciliana ribelle, regia di Marco Amenta (2008)
- Le ombre rosse, regia di Citto Maselli (2009)
- Taglionetto, regia di Federico Rizzo (2011)
- Bella addormentata, regia di  Marco Bellocchio (2012)

### Televisione
- Paolo Borsellino, regia di Gianluca Maria Tavarelli (2004)
- Il bell'Antonio, regia di Maurizio Zaccaro (2005)
- R.I.S. 2 - Delitti imperfetti, regia di Alexis Sweet - serie TV, episodi 2x09-2x10 (2006)
- Medicina generale, regia di Renato De Maria e Luca Ribuoli (2007)
- Il capo dei capi, regia di Enzo Monteleone e Alexis Sweet (2007)
- L'ultimo padrino, regia di Marco Risi (2008)
- Aldo Moro - Il presidente, regia di Gianluca Maria Tavarelli (2008)
- Distretto di Polizia 9, regia di Alberto Ferrari - serie TV, episodio 9x23 (2009)
- Squadra antimafia - Palermo oggi 2, regia di Beniamino Catena, 6 episodi (2010)
- R.I.S. Roma 2 - Delitti imperfetti, regia di Francesco Micciché - serie TV, episodio 2x18 (2011) [3]
- Il commissario Manara, regia di Luca Ribuoli (2011)
- Il tredicesimo apostolo - Il prescelto, regia di Alexis Sweet (2012)
- Il giovane Montalbano, regia di Gianluca Maria Tavarelli (2012)
- Braccialetti rossi, regia di Giacomo Campiotti (2014–2015)
- Grand Hotel, regia di Luca Ribuoli (2015)
- Palermo Pride, regia dei Manetti Bros. - Documentario (2015)
- Romanzo siciliano, regia di Lucio Pellegrini (2016)
- Felicia Impastato, regia di Gianfranco Albano (2016)
- L'allieva, regia di Luca Ribuoli (2016)
- La mafia uccide solo d'estate - La serie, regia di Luca Ribuoli (2016-2018)
- M, Rai 3 regia di Michele Santoro (2018)

### Radio
- I botti di santa Rosalia, radiodramma dal romanzo “Malacarne” di Giosuè Calaciura, regia di Antonio Capuano Rairadio3 (2005)

## Teatrografia
- Verso Sade (1997) regia di Umberto Cantone
- Inferni, luoghi, immagini (1997) regia di Di La Licata, Pitruzzella, B. Monroy
- Festino di santa Rosalia (1997) regia di V. Festi
- La notte dello Zodiaco (1997) regia di M. Maimone
- Shoenberg Kabarett (1998) regia di P. Stein
- Una solitudine troppo rumorosa (1999) regia di C. Collovà
- The Cap And Bells (1999) regia di S. Baldi
- L'addio del mattatore(allievi scuola del Biondo) (1999) regia di V. Gassman
- Foulard (2000) regia di R. Clementi
- Salinger On The Beach (2000) regia di F. Cruciani
- Antonio Veneziano è morto (2001) regia di F. Cruciani
- Viva Villa (2004) lettura dell'Odissea traduzione E. Villa a cura di F. Sargentini